# Lawrence M. Principe
Lawrence M. Principe (/prɪntʃɪpeɪ/) es el catedrático Drew de Humanidades en la Universidad Johns Hopkins en el Departamento de Historia de la Ciencia y la Tecnología y el Departamento de Química. Actualmente también es director del Charles Singleton Center for the Study of Premodern Europe, un centro interdisciplinario de investigación en Johns Hopkins. Es el primer receptor de la Medalla Francis Bacon por contribuciones significativas a la historia de la ciencia. La investigación de Principe ha sido financiada por la National Science Foundation, la National Endowment for the Humanities, la American Philosophical Society, la Chemical Heritage Foundation y una Beca Guggenheim 2015-2016. Principe es reconocido como uno de los principales expertos en la historia de la alquimia.

## Educación
Obtuvo títulos de grado en la Universidad de Delaware (B.A. en Estudios Liberales, 1983; B.S. en Química, 1983) e hizo sus estudios de posgrado en la Universidad de Indiana en Bloomington (Ph.D. en Química Orgánica, 1988) y en Johns Hopkins (Ph.D. en Historia de la Ciencia, 1996).

## Investigación

### Historia de la alquimia
Principe es reconocido como uno de los principales expertos en la historia de la alquimia. Los principales estudios de Principe tratan sobre la historia temprana de la química, particularmente la alquimia, aunque también está activo en el estudio de las relaciones entre la ciencia y la religión. Sus primeros estudios se centraron particularmente en las obras de Robert Boyle, especialmente su conexión con el estudio anterior de la alquimia. Su libro The Aspiring Adept: Robert Boyle and His Alchemical Quest (Princeton, 1998) sostiene que el propio Boyle fue activo como alquimista. Su libro posterior con William R. Newman, Alchemy Tried in the Fire: Starkey, Boyle, and the Fate of Helmontian Chymistry (University of Chicago Press, 2002) también promueve la continuidad entre alquimia y química. Su libro más reciente, The Secrets of Alchemy (University of Chicago Press, 2013), ofrece un repaso de la historia de la alquimia e incluye explicaciones y réplicas de procesos alquímicos que ha realizado en su laboratorio. Principe fue el primer historiador de la ciencia en introducir la reconstrucción de experimentos alquímicos como herramienta histórica en la corriente principal de la investigación, reproduciendo numerosos experimentos y reconstruyendo métodos, herramientas y entornos reportados por textos alquímicos en su laboratorio moderno, teniendo en cuenta impurezas en las sustancias usadas, condiciones de los experimentos y otros factores.

### Historia de la ciencia
Su libro The Scientific Revolution: A Very Short Introduction (Oxford, 2011) describe y contextualiza los importantes desarrollos científicos ocurridos aproximadamente entre 1500 y 1700, y explora las cosmovisiones y motivaciones de las personas responsables de esos avances; ha sido traducido al árabe, chino, japonés, coreano, español y sueco.

## Premios
Es el primer receptor de la Medalla Francis Bacon otorgada por el Instituto de Tecnología de California por contribuciones significativas a la historia de la ciencia en 2004. El libro de Principe Alchemy Tried in the Fire: Starkey, Boyle, and the Fate of Helmontian Chymistry recibió el Pfizer Award de la History of Science Society en 2005. En 2015 recibió una Beca Guggenheim de la John Simon Guggenheim Memorial Foundation. En 2016 recibió el Premio Franklin-Lavoisier en París de la Fondation de la Maison de la Chimie y la Chemical Heritage Foundation. En 2021, recibió el Premio San Alberto de la Society of Catholic Scientists.

## Publicaciones

### Libros
- The Transmutations of Chymistry: Wilhelm Homberg and the Académie Royale des Sciences (Chicago: University of Chicago Press, 2020).
- The Secrets of Alchemy (Chicago: University of Chicago Press, 2013).
- The Scientific Revolution: A Very Short Introduction (Oxford: Oxford University Press, 2011)
- New Narratives in Eighteenth-Century Chemistry, ed. (Dordrecht: Springer, 2007).
- Alchemy Tried in the Fire: Starkey, Boyle, and the Fate of Helmontian Chymistry. Con William R. Newman. (Chicago: University of Chicago Press, 2002).
- The Aspiring Adept: Robert Boyle and His Alchemical Quest. (Princeton: Princeton University Press, 1998).

### Artículos
- "Rêves d’or: La surprenante longévité de l’alchimie au coeur de la chimie," L'Actualité chimique, n.º 424, (diciembre de 2017): pp. 68-71.
- "Chymical Exotica in the Seventeenth Century, or, How to Make the Bologna Stone," Ambix 63 (2016): pp. 118-44.
- "From the Library to the Laboratory and Back Again: Experiment as a Tool for Historians of Science," (con Hjalmar Fors y H. Otto Sibum), Ambix 63 (2016): pp. 85-97.
- "The End of Alchemy? The Repudiation and Persistence of Chrysopoeia at the Académie Royale des Sciences in the Eighteenth Century," Osiris 29 (2014): pp. 96-116.
- "Sir Kenelm Digby and His Alchemical Circle in 1650s Paris: Newly Discovered Manuscripts," Ambix 60 (2013): pp. 3-24.
- "John Locke and the Case of Anthony Ashley Cooper," con Peter Anstey, Early Science and Medicine 16, (2011): pp. 379-503.
- "Alchemy Restored," Isis 102 (2011): pp. 305-312.
- "That Catholics Did Not Contribute to the Scientific Revolution" en e.d. Numbers, Ronald, Galileo Goes to Jail and Other Myths about Science and Religion. Harvard University Press (2009): pp. 99-106.
- "Wilhelm Homberg et la chimie de la lumière," Methodos: Savoirs et textes 8, (2008); http://methodos.revues.org/
- "Revealing Analogies: The Descriptive and Deceptive Roles of Sexuality and Gender in Latin Alchemy," pp. 209–229 en Hidden Intercourse: Eros and Sexuality in Western Esotericism, eds. Wouter Hanegraaff y Jeffrey J. Kripal, (Leiden: Brill, 2008).
- "A Revolution Nobody Noticed? Changes in Early Eighteenth Century Chymistry," pp. 1–22 en New Narratives in Eighteenth-Century Chemistry, ed. Lawrence M. Principe (Dordrecht: Springer, 2007)
- “Georges Pierre des Clozets, Robert Boyle, the Alchemical Patriarch of Antioch, and the Reunion of Christendom,” Early Science and Medicine 9, (2004): pp. 307-20
- "Some Problems in the Historiography of Alchemy." con William R. Newman. pp. 385–434 en: Secrets of Nature: Astrology and Alchemy in Early Modern Europe, ed. William Newman y Anthony Grafton, (Cambridge, Massachusetts: Massachusetts Institute of Technology Press, 2001).
- "Alchemy vs. Chemistry: The Etymological Origins of a Historiographic Mistake." con William R. Newman. Early Science and Medicine, 1998, 3: pp. 32-65.